# Герман, Арношт
Арношт Герман, немецкий вариант — Эрнст Герман (в.-луж. Korla Awgust Kalich, нем. Ernst Hermann; 28 января 1871 года, деревня Вурицы, Лужица, Германия — 13 января 1940 года,Будишин, Лужица, Германия) — серболужицкий общественный деятель, юрист, краевед, председатель серболужицкой культурно-просветительской организации «Матица сербская» (1925—1934).

## Биография
Родился 28 января 1871 года в крестьянской семье в серболужицкой деревне Вурицы. Обучался в будишинской гимназии, по окончании которой изучал юриспруденцию в Берлине и Лейпциге. Будучи студентом в будишинской гимназии, принимал участие в деятельности серболужицкого общества « Societas Slavica Budissinensis». В Лейпциге был членом студенческого братства «Сорабия». Публиковал свои поэтические пробы на страницах рукописного литературного журнала «Сербска Новина» (Serbska nowina), который издавала «Сорабия». В 1892 году вступил в культурно-просветительскую организацию «Матица сербская». В 1906 году основал в Гёрлице «Верхнелужицкое общество учёных» (Hornjołužiska towaršnosć wědomosćow). В 1909 году организовал лагерь серболужицких студентов «Схадзованка».
Во время Веймарской республики с 1925 года по 1929 год был председателем Серболужицкого национального совета. От имени этой организации участвовал в 1925—1926 годах в работе Конгресса национальных меньшинств в Женеве. С 1923 года по 1925 год был заместителем председателя «Матицы сербской» и с 1925 года по 1943 год — её председателем. Организовывал художественные выставки Людвика Кубы, Марчина Новака-Нехорньского и Анта Трстеняка.
Написал несколько работ по краеведению, которые опубликовал на страницах журналов «Časopis Maćicy Serbskeje» и «Łužica».